# Psychotria macroserpens
Psychotria macroserpens är en måreväxtart som beskrevs av Francis Raymond Fosberg. Psychotria macroserpens ingår i släktet Psychotria och familjen måreväxter. Inga underarter finns listade i Catalogue of Life.